# Monte Marcofán
El Monte Marcofán es un monte situado en el municipio orensano de Beariz, concretamente pasando por sus pueblos Muradás y Magros. Orientado de norte a sur, se contempla el Monte Marcofán, con una altiplanicie en la cumbre. Esta pequeña cordillera enlaza la sierra de O Candán y el Monte Testeiro, al noroeste, perdiéndose en los montes de Marco y Pena, camino de O Ribeiro, dónde sus peñascos y cumbres se acuestan sobre los viñedos de Leiro y Ribadavia.
Este monte estuvo en el pasado muy ligado a la minería y cantería.